# Milano
Milano es el nombre común de varias especies de aves rapaces de la familia de las Accipitridae.  En rigor, se denomina milano a las especies de la subfamilia Milvinae, aunque en determinados países se da ese nombre también a algunas especies de las subfamilias Elaninae y Perninae.
El ave más habitualmente identificada por este nombre es el milano real, Milvus milvus.

## Especies
- Subfamilia Elaninae
  - Género Elanus
    - Milano australiano, Elanus axillaris
    - Milano blanco, Elanus leucurus

  - Género Chelictinia
    - Milano cola de tijera, Chelictinia riocourii

  - Género Macheiramphus
    - Milano murcielaguero, Macheiramphus alcinus

  - Género Gampsonyx
    - Milanito blanco, Gampsonyx swainsonii

  - Género Elanoides
    - Milano tijereta, Elanoides forficatus
- Subfamilia Milvinae
  - Género Harpagus
    - Milano bidentado, Harpagus bidentatus
    - Milano muslirrufo, Harpagus diodon

  - Género Ictinia
    - Milano boreal o de Misisipi, Ictinia mississippiensis
    - Milano azulado, Ictinia plumbea

  - Género Rostrhamus
    - Milano caracolero, Rostrhamus sociabilis

  - Género Helicolestes
    - Milano caracolero plomizo, Helicolestes hamatus - antes en Rostrhamus

  - Género Haliastur
    - Milano silbador, Haliastur sphenurus
    - Milano indio o bramánico, Haliastur indus

  - Género Milvus
    - Milano real, Milvus milvus
      - Milano de Cabo Verde, Milvus (milvus) fasciicauda - extinto (2000)

    - Milano negro, Milvus migrans
      - Milano de orejas negras, Milvus (migrans) lineatus
      - Milano de pico amarillo, Milvus (migrans) aegyptius

  - Género Lophoictinia
    - milano colicuadrado, Lophoictinia isura

  - Género Hamirostra
    - Milano de pecho negro, Hamirostra melanosternon
- Subfamilia Perninae
  - Género Leptodon
    - Milano cabecigrís, Leptodon cayanensis
    - Milano acollarado blanco, Leptodon forbesi

  - Género Chondrohierax
    - Milano picogarfio, Chondrohierax uncinatus